# Danh sách tập phim The Thundermans
The Thundermans là chương trình superhero live-action của Mỹ được chiếu trên Nickelodeon vào ngày 14 tháng 10 năm 2013. Chương trình được tạo bởi Jed Spingarn. Nickelodeon tuyên bố sản xuất 20 tập cho chương trình. Với các diễn viên Kira Kosarin, Jack Griffo, Addison Riecke, Diego Velazquez, Chris Tallman, and Rosa Blasi. Lượt xem thử đạt 2.4 triệu lượt xem.

## Series overview
| Mùa | Mùa | Số tập | Số tập | Phát sóng gốc        | Phát sóng gốc       |
| Mùa | Mùa | Số tập | Số tập | Phát sóng lần đầu    | Phát sóng lần cuối  |
| --- | --- | ------ | ------ | -------------------- | ------------------- |
|     | 1   | 20     | 20     | 14 tháng 10 năm 2013 | 14 tháng 6 năm 2014 |
|     | 2   | 24     | 24     | 13 tháng 9 năm 2014  | 28 tháng 3 năm 2015 |
|     | 3   | TBA    | TBA    | 27 tháng 6 năm 2015  | TBA                 |